# Barry Marshall
Barry James Marshall (30 de septiembre de 1951) es un médico australiano y profesor de Microbiología Clínica en la Universidad de Australia Occidental. Nació en Kalgoorlie, Australia Occidental.

## Biografía
Dispuesto a confirmar que la causa de las úlceras estomacales era una bacteria -como ya apuntaba su maestro John Robin Warren-, y que podría curarse con antibióticos, Marshall se inoculó a sí mismo el Helicobacter pylori para comprobar en sus propias carnes los efectos del germen. Una semana después, Marshall desarrolló todos los síntomas de una gastritis, y la biopsia reveló la infección por 'H. pylori'. Fueron comienzos difíciles, en los que la teoría del germen de Marshall y Robin Warren se enfrentaba al escepticismo de la comunidad científica (y a los intereses de la industria farmacéutica); el tiempo, sin embargo, ha acabado dándoles la razón y hoy en día todos los pacientes con úlcera péptica son tratados exitosamente con una combinación de antibióticos e inhibidores de la secreción de ácidos.
Barry Marshall, experto en medicina clínica, se interesó en los análisis de Warren y juntos iniciaron un estudio con biopsias a un centenar de pacientes. Tras varios intentos, Marshall logró cultivar una bacteria desconocida hasta el momento, y después bautizada como Helicobacter pylori en varias de esas biopsias. Los dos científicos comprobaron que la bacteria estaba presente en prácticamente todos los pacientes con inflamación gástrica, úlcera de duodeno o úlcera gástrica. Estudios epidemiológicos posteriores permitieron establecer que la 'Helicobacter pylori' es la causa de más del 90% de las úlceras de duodeno y de hasta un 80% de las úlceras gástricas.
Su colaboración, que vio la luz por primera vez en las páginas de la revista The Lancet en 1984, fue considerada en Australia uno de los principales acontecimientos en medicina de los últimos tiempos. En los años siguientes al descubrimiento del papel del Helicobacter, siguió trabajando en el estudio de la epidemiología de estas infecciones y otras patologías asociadas.
En 1994 fundó la Helicobacter Foundation y un año más tarde su labor fue reconocida con el prestigioso premio Lasker, considerado por muchos un requisito previo para hacerse con el premio Nobel. Marshall cuenta además en su historial con el Australian Achiever Award (1998) y el Benjamin Franklin Award for Life Sciences (1999).
El 3 de octubre de 2005, la Asamblea de los premios Nobel en el Instituto Karolinska de Medicina decidió otorgar el Premio Nobel de Medicina y Fisiología a los australianos Barry J. Marshall y John Robin Warren por sus trabajos sobre la bacteria 'Helicobacter pylori' y su papel en el desarrollo de la gastritis y la úlcera péptica.

## Premios y reconocimientos
- 1994 Warren Alpert Prize (compartió con J. R. Warren)
- 1995 Australian Medical Association Award (con J.R. Warren)
- 1995 Albert Lasker Award
- 1996 Gairdner Award
- 1997 Paul Ehrlich Prize (con J.R. Warren)
- 1998 DR AH Heineken Prize for Medicine, Ámsterdam
- 1998 Florey Medal, Canberra
- 1998 Buchanan Medal, The British Society of Medicine
- 1999 Benjamin Franklin Medal for Life Sciences, Filadelfia
- 2002 Keio Medical Science Prize
- 2003 Australian Centenary Medal
- 2005 Nobel Medicina